# Tweede molaar
De tweede molaar is een tand in de achterste delen van de mond, achter de eerste molaar en vóór de eventuele verstandskies (zie afbeelding). In een normale gebitsituatie is het de 7de tand vanaf het midden van de mond (centrale snijtanden). In een normaal volwassen gebit bevinden zich in totaal 4 tweede molaren, één in elk kwadrant.
Voor de tweede molaren bevinden zich dus de eerste molaren. Beide soorten kiezen hebben grofweg dezelfde kenmerken en functie. Over deze onderwerpen is daarom meer te lezen in het artikel molaar.

## Internationale tandnummering
Om onduidelijkheid te voorkomen heeft elke tand in het menselijke gebit door de internationale tandnummering een nummer, gebaseerd op het kwadrant en de precieze plaats vanaf het midden. Hieronder zijn de nummers van de tweede molaren gegeven (in een volwassen gebit). In een melkgebit wijkt de tandnummering af.
- Rechtsboven: 17
- Linksboven: 27
- Linksonder: 37
- Rechtsonder: 47